# Wemyss Caves

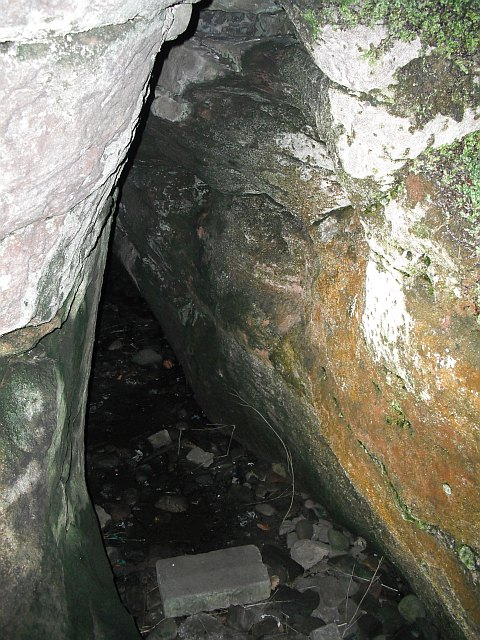
Osthöhle

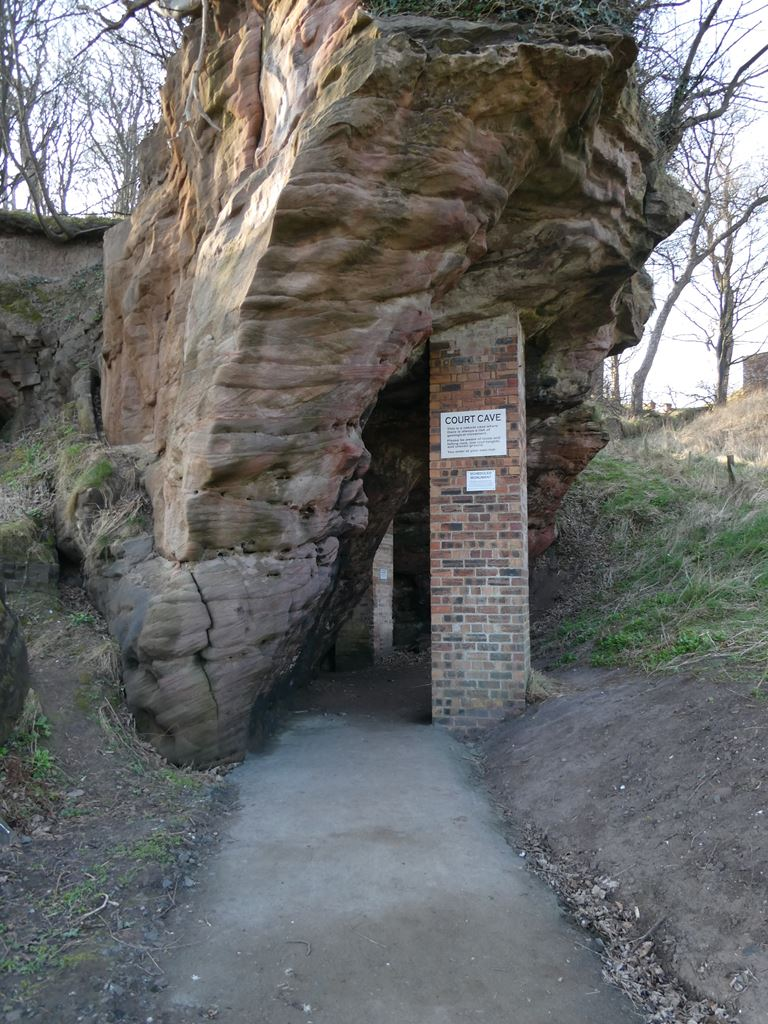
Court Cave

Die piktischen Felsritzungen in den Wemyss Caves liegen bei East Wemyss in Fife  in Schottland.
Nicht alle neun Höhlen haben Symbole. Es ist schwierig die piktischen von modernen Graffiti zu unterscheiden. Hinzu kommt, dass der weiche Sandstein für Erosion anfällig ist. 
Einige Symbole bilden eine Ergänzung zu den Ritzungen auf den besser bekannten piktischen Symbolsteinen.

## Court Cave
Die erste Höhle östlich des Ortes ist die Court Cave. Im Inneren befinden sich zwei Bereiche mit Ritzungen. Der kleinere zeigt eine speertragende Figur und ein Tier. An der Hauptwand befindet sich die Doppelscheibe inmitten neuerer Graffiti. Zeichnungen des nordischen Gottes Thor und seiner Ziege und vermutlich ältere Cup-and-Ring-Markierungen liegen im Gang.

## Doo Cave

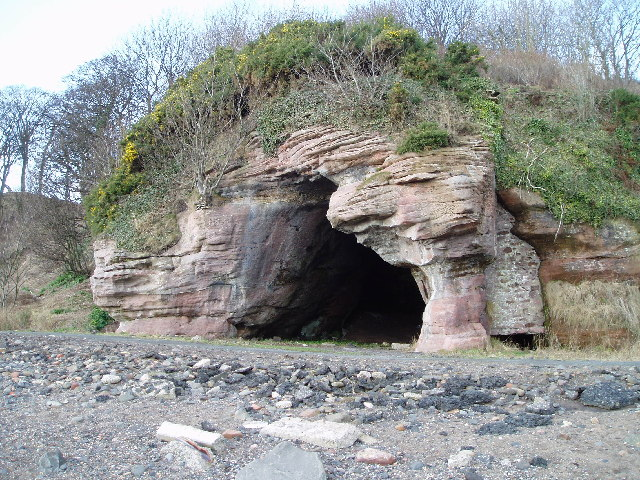
Doo Cave

Die Dovecot oder Doo Cave (Taubenhöhle) hatte eine interessante Folge von Symbolen, aber diese befinden sich im
zusammengebrochenen Bereich der einstigen Doppelhöhle. Eine Reihe von Fächern in den Wänden der Höhle sind Nistkästen für Tauben.

## Well Caves

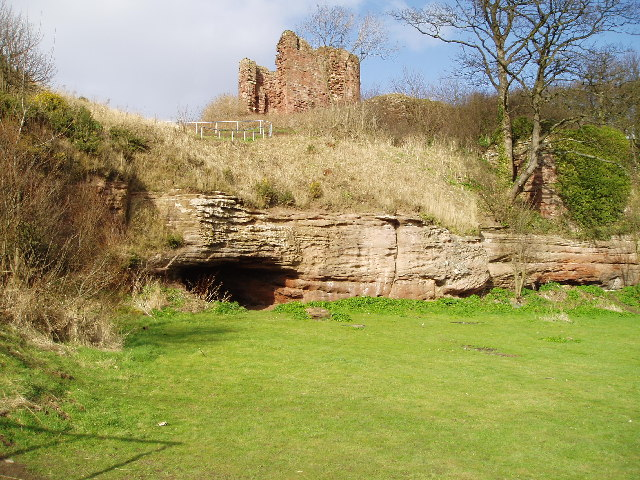
Macduff's Castle über den Well Caves

Die beiden Well Caves, die Gasworks Cave u. a. haben keine Ritzungen. 

## Jonathan's Cave
Die Jonathan Höhle ist vor allem an der Westwand üppig dekoriert. Ihre Tierdarstellungen (auch Dolche Fische, Gänse, Männer, Dreizacke und kleine Kreuze) sind mit denen auf Cross-Slabs zu vergleichen, und die Doppelscheibensymbole sind authentisch. Ein aufrecht gestellter Fisch mit einer Mittellinie ist piktisch. Seltener ist die Darstellung eines Ruderbootes. 

## Sliding Cave
Sliding Cave liegt an einem leichten Knick des Kliffs versteckt hinter Geröll und ist schwierig zu erkennen. An der Nordwand gibt es schildartige, rechteckige Symbole, und eine Doppelscheibe befindet sich auf der Südwand.
Das Interesse der Pikten an diesen Höhlen ist eindeutig, auch wenn ihr Gebrauch nicht verstanden wird. Es gibt weitere Höhlen entlang der Küste von Fife, die in piktischer Zeit genutzt wurden, und es ist verständlich, dass Höhlen in der Mythologie der Völker schon immer einen besonderen Platz hatten. Die Höhlen von East Wemyss gehören zu den wenigen, wo dies ganz deutlich wird.